# 聯成電腦
聯成電腦（英語：Lien Cheng Computer Co., Ltd.）是臺灣電腦教育訓練公司之一，1991年6月12日成立，全台灣有26個服務據點。

## 外部連結
- 聯成電腦官方網站 （页面存档备份，存于）
- 聯成電腦的Facebook專頁